# كفر أحمد صالح
قرية كفر أحمدصالح هي إحدى القرى التابعة لمركز الزقازيق في محافظة الشرقية في جمهورية مصر العربية. حسب إحصاءات سنة 2006، بلغ إجمالي السكان في كفر أحمدصالح 554 نسمة، منهم 278 رجلا و276 امرأة.